# Südliches Anhalt
Südliches Anhalt é um município da Alemanha, situado no distrito de Anhalt-Bitterfeld, no estado de Saxônia-Anhalt. Tem 191,60 km² de área, e sua população em 2019 foi estimada em 13.275 habitantes.